# Bernard Lefort (écrivain)
Pour les articles homonymes, voir Lefort.
Bernard Lefort, né le 27 mars 1951 à Paris où il est mort le 28 janvier 2014,, est un écrivain et éditeur. Journaliste, philosophe de formation. Il a collaboré à l'émission Droit de réponse, ainsi qu'à plusieurs journaux et magazines, notamment Libération. Après avoir été éditeur aux éditions du Félin, il a fondé en 2005, avec Laurence Verrand, les éditions Punctum.

## Publications
- Le Rhin, Mercure de France, 1992
- Abolir la torture, une utopie ?, éditions du Félin, 1998
- Souvenirs et secrets des années gaulliennes, 1958/1969, Albin Michel, 1999
- Jachère des fertilités, (poèmes) éditions du Guetteur, 2000
- Une Europe inédite, Documents des archives Jean Monnet, dirigé par Bernard Lefort, Presses universitaires du Septentrion, 2001
- Du Bonheur d'être français, incroyables histoires d'un pays inconnu, Ulrich Wickert et Bernard Lefort, éditions du Félin, 2001
- Citoyens debout ! plaidoyer pour une vraie démocratie, Ulrich Wickert et Bernard Lefort, éditions du Félin, 2003
- Le goût du Rhin, textes choisis et présentés par Bernard Lefort, Mercure de France, 2005
- Sartre, réveille-toi, ils sont devenus mous !, Ramsay, impr, 2005
- Voyages,  textes choisis et présentés par Bernard Lefort, Terrail, 2005
- Romain Goupil : Entretiens avec Bernard Lefort, Punctum, 2005
- La Cour pénale internationale, dirigé par Bernard Lefort et Nathalie Chevalier, Tournon, 2006
- Demain Babel, Kôan / éditions éoliennes, 2011
- Les Tanières lumineuses, (poèmes) La Délinquente, 2013

## Aux éditions Punctum (éditeur)
- Constance Chlore, À tâtons sans bâtons, 2005
- Soizik Moreau, Jean-Victor Moreau, l’adversaire de Napoléon, 2005
- Natacha Henry, Marthe Richard : L'aventurière des maisons closes, 2006
- Pascal Lainé, Un Clou chasse l'autre, ou la vie d'artiste,  2006
- Fernando Arrabal, Panique - Manifeste pour le troisième millénaire, 2006
- Roger Dadoun, Éloge de l'intolérance, la révolte et le siècle : 1905-2005, 2006
- Luis de Miranda, Peut-on jouir du capitalisme ?, 2008